# Despigmentação
Despigmentação é a perda da pigmentação da pele, fazendo com que se torne mais clara ou branca. A despigmentação pode ser causada por uma série de condições locais ou sistémicas, pode ser parcial (como numa lesão na pele) ou completa (causada por vitiligo), pode ser temporária (como na pitiríase versicolor) ou permanente (como no albinismo).